# 马晓光
馬曉光（1963年—），男，內蒙古通遼市开鲁人，中华人民共和国政治人物、新闻工作者，现任海峡两岸关系协会副会长，曾任中共中央台灣工作辦公室宣傳局長、国务院台湾事务办公室新闻局局长、新闻发言人。

## 生平
1980年以总分455分的成绩成为該年度山西省高考文科状元，同年进入北京大学，就读于中文系。1987年取得中文硕士学位，进入中国人民大学教授中国古代文学批评史。1987年到1992年在中国人民大学任教5年，并取得中级职称。1992年初调至海峡两岸关系协会，从主任科员做起，並一路做到正厅级干部，期间历任海峡两岸关系协会研究部主任、中共中央台办综合局副局长（正局级）、局长；海峡两岸关系协会副秘书长、秘书长等职。
2013年11月，任国务院台湾事务办公室新闻局局长。2014年1月15日，首次主持国台办新闻发布会。
2023年5月，任海协会副会长。

## 言論
在太陽花學運期間，馬曉光對服貿協議引起移民爭議，曾稱「有人說花4.8萬（人民幣）就可以投資移民台灣，天底下哪有這樣的好事？」